# Абрамович, Григорий Львович
Григорий Львович Абрамович (26 октября 1903, Елец — 1979, Москва) — советский филолог, литературовед, педагог. Профессор. Доктор филологических наук (1960).

## Биография
После окончания Московского института слова, в 1924 года работал учителем русского языка и литературы в средних учебных заведениях.
С 1930 года читал лекции по теории и истории литературы в вузах Москвы. В течение 40 лет работал профессором кафедры русской литературы в Московском областном педагогическом институте им. Н. К. Крупской (ныне Московский государственный институт культуры), позже — в Институте мировой литературы им. А. М. Горького.
Участник Великой Отечественной войны с 1941 года, майор, служил начальником штаба полка. Кавалер орденов и медалей СССР.
В 1960 году защитил учёную степень доктора филологических наук.

## Научная деятельность
Первую свою статью опубликовал в 1934 году в журнале «Рост». Автор более 60 работ по вопросам литературоведения, русской литературы XIX века. Автор и соавтор учебников по русской литературе для средней школы, учебного пособия для пединститутов «Введение в литературоведение» (1953), трёхтомника «Теория литературы. Основные проблемы в историческом освещении» (1963—1968).

## Избранные труды
- Введение в литературоведение : учебник для педагогических институтов / Г. Л. Абрамович. — 7-е изд., перераб. и доп. — М. Просвещение, 1979. — 352 с.
- Теория литературы (в 3 кн.). АН СССР. Институт мировой литературы им. А. М. Горького; ред. коллегия: Г. Л. Абрамович и др. — Москва : Издательство АН СССР, 1962—1965.
  - Книга 1 : Основные проблемы в историческом освещении. — 1962. — 452 с.
  - Книга 2 : Основные проблемы в историческом освещении. — 1964. — 486 с.
  - Книга 3 : Стиль. Произведение. Литературное развитие. — 1965. — 486 с.
- По законам красоты : предмет и назначение литературы /Г. Л. Абрамович. Москва : Знание , 1961.
- Главы о А. С. Пушкине, А. С. Грибоедове, М. Ю. Лермонтове, Н. В. Гоголе, И. А. Гончарове в учебнике «Русская литература для 8-го класса».
- Главы о И. С. Тургеневе, Н. Г. Чернышевском, Ф. М. Достоевском в учебнике «Русская литература для 9-го класса».